# مديرية الاستخبارات العسكرية (أيرلندا)
مديرية الاستخبارات العسكرية هي فرع الاستخبارات العسكرية من قوات الدفاع والقوات المسلحة الأيرلندية، وشعبة الاستخبارات الوطنية في أيرلندا. تقع على عاتق هذه المديرية مسؤولية أمن وأمان قوات الدفاع الأيرلندية وموظفيها ودعم الأمن القومي الأيرلندي. تُدير المديرية أقسام الاستخبارات المحلية والغربية، وتوفر معلومات الاستخبارية للحكومة الأيرلندية في ما يخص التهديدات التي تحيق بأمن الدولة والمصلحة الوطنية من المصادر الداخلية والخارجية.
تُعد الاستخبارات العسكرية جزءًا أساسيًا من قيادة قوات الدفاع وهي القسم الاستخباري لجميع فروع قوات الدفاع. تتلقى مديرية الاستخبارات العسكرية موظفين من الجيش والخدمة البحرية وسلاح الجو. تأخذ قوات العمليات العسكرية الخاصة الأيرلندية وجناح المغاوير الأيرلندي على عاتقها المهمات الجسدية لدعم الاستخبارات العسكرية في أيرلندا وخارجها ويوفر فيلق المعلومات والاتصالات الدعم الإلكتروني والتقني. تعمل مديرية الاستخبارات العسكرية بشكل وثيق مع وحدة التحقيق الخاصة، وقسم مكافحة الإرهاب في الشرطة الوطنية، ووحدة مكافحة التجسس.

## المهمات والتنظيم
إن واجبات مديرية الاستخبارات العسكرية التابعة لقوات الدفاع هي:
- توفير الأمن والمعلومات الاستخبارية ذات العلاقة بالدولة ومصلحتها الوطنية الداخلية والخارجية.
- توفير الأمن والاستخبارات العملياتية لنشر القوات الأيرلندية عالميًا.

تتلقى مديرية الاستخبارات العسكرية موظفين من كل فروع قوات الدفاع (الجيش والخدمة البحرية وسلاح الجو) والذين يعملون فيها بدوام كامل. يتدرب موظفو مديرية الاستخبارات العسكرية وينسقون وينتشرون مع الاستخبارات الغربية، ومع الوكالات الحكومية وغير الحكومية لمشاركة التعلم والتدريب الأفضل، ما يؤكد أنهم يبقون سابقين للخطر ويتمكنون من جمع المعلومات الاستخبارية المهمة لحماية أفضل للدولة ولقوات الدفاع ومصالحها. يقود المديرية عقيد يُعرف بمدير الاستخبارات العسكرية، والذي يٌقدم تقارير استخبارية موجزة إلى نائب رئيس الأركان ورئيس أركان قوات الدفاع والأمين العام لوزارة الدفاع. يُقدم مدير الاستخبارات العسكرية تقارير موجزة شهرية يُسلمها باليد لوزير الدفاع. يوجز رئيس الأركان للحكومة المسائل المتعلقة بأمن الدولة بالإضافة إلى لجنة الأمن القومي السرية.
تُعد ميزانية وتعداد موظفي المديرية أمرًا سريًا مع ما يزيد عن 150 إلى 200 ناشط في جناح مغاوير الجيش، والذين يمكنهم القيام بمهمات نيابة عن الاستخبارات العسكرية. يأتي تمويل المديرية من ميزانية وزارة الدفاع (1,61 مليار جنيه إسترليني عام 2012(. الميزانية المعروفة للشعب هي تلك التي تُدفع للمخبرين السريين من خلال ميزانية الشعبة السرية، والتي تُقتسم مع ميزانية فرع الأمن والجرائم، كان الرقم في عام 2014 يُقدر بواحد مليون جنيه إسترليني. يمكن للعاملين في مديرية الاستخبارات العسكرية حمل السلاح في المهمات الداخلية أو الخارجية، ويمكنهم عدم ارتداء لباس موحد خلال المهمات. تعمل وحدة التحقيق الخاصة بشكل وثيق مع فرع الاستخبارات بخصوص المسائل الداخلية. تعمل الاستخبارات العسكرية في عدة مواقع في دبلن وكاونتي كيلدير، ويُعتقد أن مقراتهم الرئيسية تقع في منشأة ماكي العسكرية، وفي دبلن، والمقر الرئيسي لوزارة الدفاع في نيوبيرغ بكاونتي كيلدير. ويُشاع عن مقر وزارة الدفاع أنه يحتوي معدات متطورة للتجسس، اكتمل البناء بعد عدة سنوات من التشييد بكلفة وصلت إلى 30 مليون جنيه إسترليني. تحدث التدريبات الاستخبارية واللغوية في الكلية العسكرية بمركز تدريب قوات الدفاع في مخيم كوراف.
يُعد الأمن القومي في أيرلندا بشكل أساسي من مسؤولية قسم الشرطة الوطنية، وتُعد قوات الدفاع مسؤولةً عن الاستخبارات.

## البنية

### قسم الاستخبارات العسكرية
يوظف في قسم الاستخبارات العسكرية التابع لمديرية الاستخبارات العسكرية ضباط ذوي رتب وضباط من غير رتب. يكلف هذا القسم بتقديم الدعم الاستخباري لقوات الدفاع. يُكلف هذا القسم بتوفير الدعم الاستخباري لقوات الدفاع. يُراقب العاملون في هذا القسم، بفعالية، الأوضاع السياسية والاقتصادية والاجتماعية والعسكرية حول العالم لإنشاء تقارير استخبارية ودراسات إستراتيجية لدعم العمليات. يُمكن للأشخاص في هذا القسم كتابة تقارير موجزة إلى وزير الدفاع. تُعد المديرية مسؤولة عن إجراء التحقق من الخلفية لكل أفراد قوات الدفاع من خلال التعاون الوثيق مع مكتب الشرطة الوطني للفحص. يُكلف قسم الاستخبارات العسكرية بإبقاء أعضاء قوات الدفاع آمنين سواء في أيرلندا أو خارجها خلال الاشتباكات العسكرية الفعالة. ينتشر قسم الاستخبارات العسكرية في جناح المغاوير العسكري في الدول الخارجية مع جنود الاستخبارات العسكرية خلال عمليات الانتشار العسكري لأيرلندا، والتي تُعد في أغلب الأحيان مهمات لحفظ السلام بالنيابة عن الأمم المتحدة والاتحاد الأوروبي والناتو (حلف شمال الأطلسي)، وذلك تبعًا لسياسية أيرلندا المتمثلة بالحيادية العسكرية.

### قسم استخبارات الأمن القومي
يتعامل قسم استخبارات الأمن القومي التابع لمديرية الاستخبارات العسكرية مع الأخطار المحيطة بقوات الدفاع والدولة. يشمل هذا التعامل التعرف والمراقبة وتقييم الأخطار المحتملة للدولة، ولمصالح أيرلندا القومية داخل البلاد وخارجها، من خلال مجابهة وكالات المخابرات الأخرى والمجموعات الإرهابية و/أو المنظمات الإجرامية. تشكل مكافحة التجسس قسمًا كبيرًا من اختصاص القسم، بالإضافة إلى تأدية أدوار في مكافحة الإرهاب، ومكافحة التآمر، ومكافحة العصيان، ومكافحة التخريب، وتأمين الحماية الفيزيائية للبنية التحتية ذات الأهمية القصوى. يعمل قسم استخبارات الأمن القومي بشكل وثيق مع وحدة التحقيقات الخاصة ووحدة المراقبة الوطنية، للتجسس على الأخطار الإرهابية المحتملة، وبشكل خاص من الإرهاب الإسلامي والجمهوريين المنشقين. تمتلك الاستخبارات العسكرية متحدثين عرب في وحداتهم وذلك نتيجةً لانتشار قوات الدفاع خارج حدود البلاد.
تحتفظ الشعبة البحرية، خارج مقر قوات الدفاع وبشكل منفصل، بخلية استخبارات بحرية داخل قسم الاستخبارات والصيد التابع لقيادة العمليات البحرية في قاعدة هاولبولاين البحرية في خليج كورك، والتي تُعد مسؤولة عن جمع وتجميع ونشر المعلومات الاستخبارية البحرية. يحتفظ سلاح الجو بخلية استخبارات جوية في مقره بقاعدة سيسمنت إيردروم الجوية في بالدونيل بدبلن، وتكون مسؤولة عن الاستخبارات الجوية. يحتفظ الفيلق الجوي بوظائفه الاستخبارية المحلية ويقدم التقارير لمديرية الاستخبارات العسكرية.

## التاريخ
تأسس مكتب مديرية الاستخبارات العسكرية في منتصف عشرينيات القرن الماضي بناءً على المعاهدة الأنجلو-أيرلندية، وكان الذراع الاستخبارية للجيش الأيرلندي وبالتالي كان اسمه التشفيري «جي2» وهو توصيف من نظام الموظفين الوطني في حلف الناتو للدلالة على أي فرع للاستخبارات والمعلومات والأمن العسكري. أصبحت المديرية لاحقًا شعبة الاستخبارات في جميع القوات المسلحة الأيرلندية. أمضت مديرية الاستخبارات العسكرية معظم جهودها الأولى في قتال الجيش الجمهوري الأيرلندي المعادي للمعاهدة، وعملت أيضًا في أيرلندا الشمالية.

### الحرب العالمية الثانية
اجتذبت مديرية الاستخبارات العسكرية الاهتمام العام خلال الحرب العالمية الثانية، وكانت تعرف في أيرلندا باسم الطوارئ. بالرغم من أن أيرلندا كانت تعتمد سياسة عسكرية حيادية وكانت غير محاربة خلال الحرب العالمية الثانية، عقدت مديرية الاستخبارات العسكرية اتفاقات سرية مع شعبة الاستخبارات البريطانية الخامسة، ومع مكتب الخدمات الاستراتيجية الأمريكي سلف وكالة المخابرات المركزية. خلال تلك الفترة اعترضت مديرية الاستخبارات العسكرية الاتصالات الجوية والبحرية الألمانية من خلال محطات الاستماع المتموضعة في أيرلندا، وشاركت المعلومات مع قوات الحلفاء. تحت قيادة الجنرال الأسطوري دانييل براين مدير الاستخبارات ألقت مديرية الاستخبارات القبض على 13 جاسوسًا نازيًا، بمن فيهم الجاسوس المشهور هيرمان جورتز ونجحت في فك شيفرات الألمان تحت إشراف عالم التشفير ريتشارد ج.هايس.
وخلال هذه الفترة أيضًا أخذت مديرية الاستخبارات العسكرية على عاتقها تنفيذ عمليات استخبارية في أوروبا، بما في ذلك العملية البارزة الخفية في أبريل عام 1943، إذ سافر عملاء المديرية على متن قارب الطيران إلى البرتغال المحايدة، وتخفوا بصفتهم موظفين في الصليب الأحمر الأيرلندي لتقديم المساعدات للاجئين في إسبانيا وذلك بهدف جمع المعلومات عن الوزير الأيرلندي (المقرر أن يصبح سفيرًا) في مدريد، والذي تزايدت شكوك الحكومة الأيرلندية حوله بسبب ارتباطه الوثيق بالألمان. تلقى ليوبولد إتش. كيرني زيارة من إدموند ڤيسينماير، وهو كبير ضباط فافن-إس إس (الجناح العسكري للحزب النازي)، والذي كان أحد النازيين المنخرطين في تنفيذ عمليات داخل أيرلندا. تواصلت مديرية الاستخبارات العسكرية مع جواسيس بريطانيين في لشبونة ومدريد واستنتجت أن كيرني كان في الحقيقة محايدًا.